# Violetto Augustin
Violetto Augustin – filipiński zapaśnik walczący w stylu klasycznym i wolnym. 
Zajął trzynaste miejsce na mistrzostwach Azji w 2012. Srebrny medalista igrzysk Azji Południowo-Wschodniej w 2003, a także mistrzostw Azji Południowo-Wschodniej w 1999. Czwarty w Pucharze Azji i Oceanii w 1998 roku.